# Vnitřní příkaz
Vnitřní příkazy shellu (anglicky shell builtin) jsou ve výpočetní technice takové příkazy nebo funkce volané z shellu, které vykonává přímo samotný shell, zatímco pro vykonání ostatních příkazů shell volá externí proveditelné programy, které zavede a spustí.
Při provádění vnitřních příkazů odpadá režie spojená se startem nového procesu, takže vnitřní příkazy mohou fungovat výrazně rychleji než vnější programy. Protože však jejich kód je obsažen v shellu, je možné jej upravovat nebo aktualizovat pouze aktualizací shellu. Proto vnitřní příkazy obvykle provádějí pouze jednoduché, téměř triviální, funkce, např. výstup textu.
Kvůli povaze některých operačních systémů musí být některé funkce systémů implementovány jako vnitřní příkazy shellu. Příkladem je příkaz cd, který mění pracovní adresář shellu. Protože každý proces (spuštěný program) si nastavuje pracovní adresář nezávisle na ostatních procesech, změna pracovního adresáře externím programem by pracovní adresář shellu nezměnila.